# SEMAFO
SEMAFO était une société minière canadienne ayant son siège social basé à Montréal, au Québec. Elle exploitait depuis 2008 la mine d'or Mana au Burkina Faso, qui est la troisième plus grande mine d'or de ce pays, et la mine de Boungou depuis 2018. Le 23 mars 2020, elle fusionne avec la société Endeavour Mining et la nouvelle entité garde le nom de cette dernière. 
Cette entreprise était inscrite à la bourse de Toronto, ainsi qu'au marché boursier historique d'Europe du Nord. 

## Accord avec Endeavour Mining
Le 23 mars 2020, SEMAFO et Endeavour Mining annoncent leur accord définitif selon lequel Endeavour faisait l'acquisition de tous les titres émis et en circulation de SEMAFO au moyen d'un plan d'arrangement en vertu de la Loi sur les sociétés par actions (Québec). Le 1er juillet 2020, la transaction avec Endeavour Mining Corporation reçoit l'aval des instances gouvernementales canadiennes.
Cette transaction a permis de créer un des 15 premiers producteurs d'or dans le monde et le plus important en Afrique de l'Ouest avec six mines.

## Production
Les mines de Mana et Boungou sont situées au Burkina Faso. Elles ont produit en 2018 un total de 244 600 onces d'or à un coût de maintien tout inclus de 951 $ qui a généré 110 M$ en flux de trésorerie. La production d'or de ce pays est officiellement de 46 tonnes en 2017 et 52 tonnes en 2018, auquel s'ajoutent de dix à trente tonnes d'or produite par des mines artisanales non déclarés.

### Mine Mana
La mine Mana est située à environ 250 kilomètres à l'ouest de Ouagadougou laquelle inclut le gisement à haute teneur de Siou. On retrouve la ressource minérale dans la ceinture volcano-sédimentaire de Houndé qui est formée par des roches paléoprotérozoïques appartenant au socle birrimien. Le gisement à haute teneur Siou est découvert en août 2012, la mise en production débute à la fin 2014. Le développement d'un projet d'exploitation souterraine à Siou est en cours en 2019 pour une dépense d'investissement en préproduction de 51,7 millions $. Elle devrait atteindre sa pleine capacité de production au premier trimestre de 2020.

### Mine Boungou
La mine Boungou est située dans la région de l'Est à 320 kilomètres à l'est de Ouagadougou et on retrouve la ressource minérale dans la ceinture volcano-sédimentaire de Diapaga appartenant aussi au socle birrimien. Elle est la seule mine industrielle de la région et commence sa production commerciale le 1er septembre 2018 et produit 63 600 onces d'or durant les quatre premiers mois de celle-ci.
La mine Boungou est visée par des attaques de groupes terroristes. Il est, de ce fait, l'un des sites les plus sécurisés dans cette zone. La route menant à la mine fait l'objet depuis 2017 de plusieurs attaques :
- Août 2017 : des gendarmes burkinabè commis à la sécurité de la voie sont tués dans une embuscade ;
- Novembre 2018 : cinq personnes dont quatre gendarmes sont tuées dans une embuscade sur la même voie ;
- 6 novembre 2019 au matin : un convoi de cinq bus accompagnés par des pick-ups transportant des employés escortés par les Forces armées du Burkina Faso est la cible d'une embuscade par de très probables membres d'un groupe djihadiste à 40 kilomètres de la mine d'or de Boungou. Une mine détruit un véhicule de la gendarmerie nationale burkinabè[9], puis le convoi est mitraillé. Le bilan provisoire par les autorités fait état de 37 décès civils et 60 blessés (des ouvriers burkinabè principalement originaires de la commune de Partiaga[10]), d'autres sources évoquent une soixantaine de décès[11]. Il s'agit de l'attaque la plus meurtrière enregistrée dans le pays depuis le début des violences djihadistes en 2014[9].

## Anciennes mines

### Mine Kiniero
La première mine exploitée est la mine Kiniéro, en Guinée. Le projet, originellement appelé Jean-Gobelé, commence par l'exploration en 1995 puis se développe jusqu'à la construction de la mine, qui prend alors le nom de Kiniéro, pour une première coulée d'or le 25 avril 2002. L'activité cesse en 2013, et la mine est cédée à une société minière locale en 2014.

### Mine Samira Hill
La mine Samira Hill au Niger est exploitée à partir d'octobre 2004. La capacité de production a atteint plus de 540 000 onces d'or avant sa passation à la Société du patrimoine des mines du Niger (SOPAMIN) en 2013.

## Principaux actionnaires
Au 21 mars 2020 :
| Van Eck Associates                | 12,5% |
| FIL Investment Advisors           | 10,1% |
| Wellington Management Company     | 6,61% |
| CI Investments                    | 6,22% |
| Ruffer                            | 6,06% |
| Tocqueville Asset Management      | 6,02% |
| Dimensional Fund Advisors         | 3,01% |
| The Vanguard Group                | 2,67% |
| Norges Bank Investment Management | 1,66% |
| RBC Global Asset Management       | 1,65% |